# 甲府市立善誘館小学校
甲府市立善誘館小学校（こうふしりつ ぜんゆうかんしょうがっこう）は、山梨県甲府市朝気一丁目にある公立小学校。

## 概要
甲府市中心部のドーナツ化現象による児童数減少に伴い、富士川小学校及び琢美小学校の2校が統合されたことにより、2011年（平成23年）4月に新設された甲府市の市立小学校である。

## 経緯
善誘館という公立校ではあまり見られないような校名は、甲府市の初等教育における歴史が反映されたもので以下のような経緯がある。
1872年（明治5年）10月3日、甲府市中心部（現在の中央2丁目）にある横近習町大神宮に「善誘館」と称した学校が設置されたが、この名称は論語子罕の「夫子循然善誘人」の一部、『夫子（ふうし）循循然（じゅんじゅんぜん）として善（よ）く人を誘（いざな）ふ』から名付けられた。
2年後の1874年（明治7年）、隣接した工（たくみ）町（現在の城東1丁目）に「琢美（たくみ）学校」と名称を替え甲府市の学校として正式に開校し、その後「甲府学校」、「甲府市尋常小学校」、「甲府尋常高等小学校」と改称が続き、1900年（明治33年）に甲府城の東側に隣接した富士川町（現在の中央3丁目）の甲府代官所跡地に新しい校舎が完成し、この新校舎を本校と定め「甲府市富士川尋常小学校」（後の富士川小学校）となり、元の校舎を「琢美教場」（後の琢美小学校）と改称した。
こうして出来た「富士川小学校」と「琢美小学校」の2校は以後、甲府市中心部の小学校として多くの児童が学び、1980年代前半には城東地区の南に隣接した朝気地区にあった甲府監獄（甲府刑務所）の郊外移転により出来た跡地に、琢美小学校が移転するなどの経緯があったものの、両校とも100年以上の期間に渡り存続し続けた。
しかし平成に入り、甲府市中心部のドーナツ化現象により児童数が減少し、今後の増加も見込めないことから、甲府市中心部の小学校は統廃合議論が行われるようになった。富士川小学校も琢美小学校も地域に根ざした長い歴史の有る校名だけに、新校名選定には公平を期すことが求められ、2010年（平成22年）5月、自治会関係者、学校関係者、保護者など40名で組織する「新設校設置推進委員会」が設置され協議が行われた。協議に平行して甲府市民を対象にした新校名の公募が行われ、応募総数459件、合計212の新校名案が寄せられ、推進委員会により「城東」、「善誘館」、「中央」、「ふれあい」、「愛宕」の5つを候補名とした。
前述した経緯のように、元々ひとつの学校であった「善誘館」が約130年余りの歳月を経て再び一つになる歴史的意義を考慮し、また「善誘」の論語の意味として、善く人を誘う、すなわち教師が順序よく人（子供）を導いてくださるという教育的観点が込められていることなどから、甲府市教育委員会の提言を経て同年8月10日、新校名を「善誘館」とすることが決定され、翌2011年（平成23年）4月6日に旧琢美小学校校舎を善誘館小学校として開校した。
なお、新しく作られた校歌は、甲府市出身のシンガーソングライターである伸太郎によって作詞作曲され、開校当日に本人により披露された。

## アクセス
- JR金手駅より徒歩15分
- 甲府駅北口3番乗り場より山梨交通バス17系統「朝気1丁目経由 伊勢町営業所」行きに乗車、朝気1丁目バス停下車徒歩1分
- 甲府駅北口3番乗り場より山梨交通バス17系統「伊勢町営業所」行きに乗車、「ぴゅあ総合入口」バス停下車徒歩3分
- 甲府駅南口7番乗り場より山梨交通バス33系統「伊勢町営業所」行きに乗車、「ぴゅあ総合入口」バス停下車徒歩3分
- 甲府駅南口7番乗り場より山梨交通バス90系統「御所循環」行き、91系統「山梨英和大学」行き、98系統「石和温泉駅」行き、99系統「県立博物館」行き、富士急バス「富士山駅」行き、「下黒駒」行きに乗車、「城東3丁目」バス停下車徒歩10分
- 石和温泉駅より98･99系統「敷島営業所」行き、98系統「甲府駅」行きに乗車、「城東3丁目」バス停下車徒歩10分
- 酒折駅入口バス停より山梨交通バス90・98系統「甲府駅」行き、98・99系統敷島営業所行き、富士急バス「甲府駅」行きに乗車、「城東3丁目」バス停下車徒歩10分
- 富士山駅、河口湖駅より富士急バス「甲府駅」行きに乗車、「城東3丁目」バス停下車徒歩10分

## 周辺施設等
- 甲府市立図書館
- 濁川
- 城東通り